# Adolf Świda

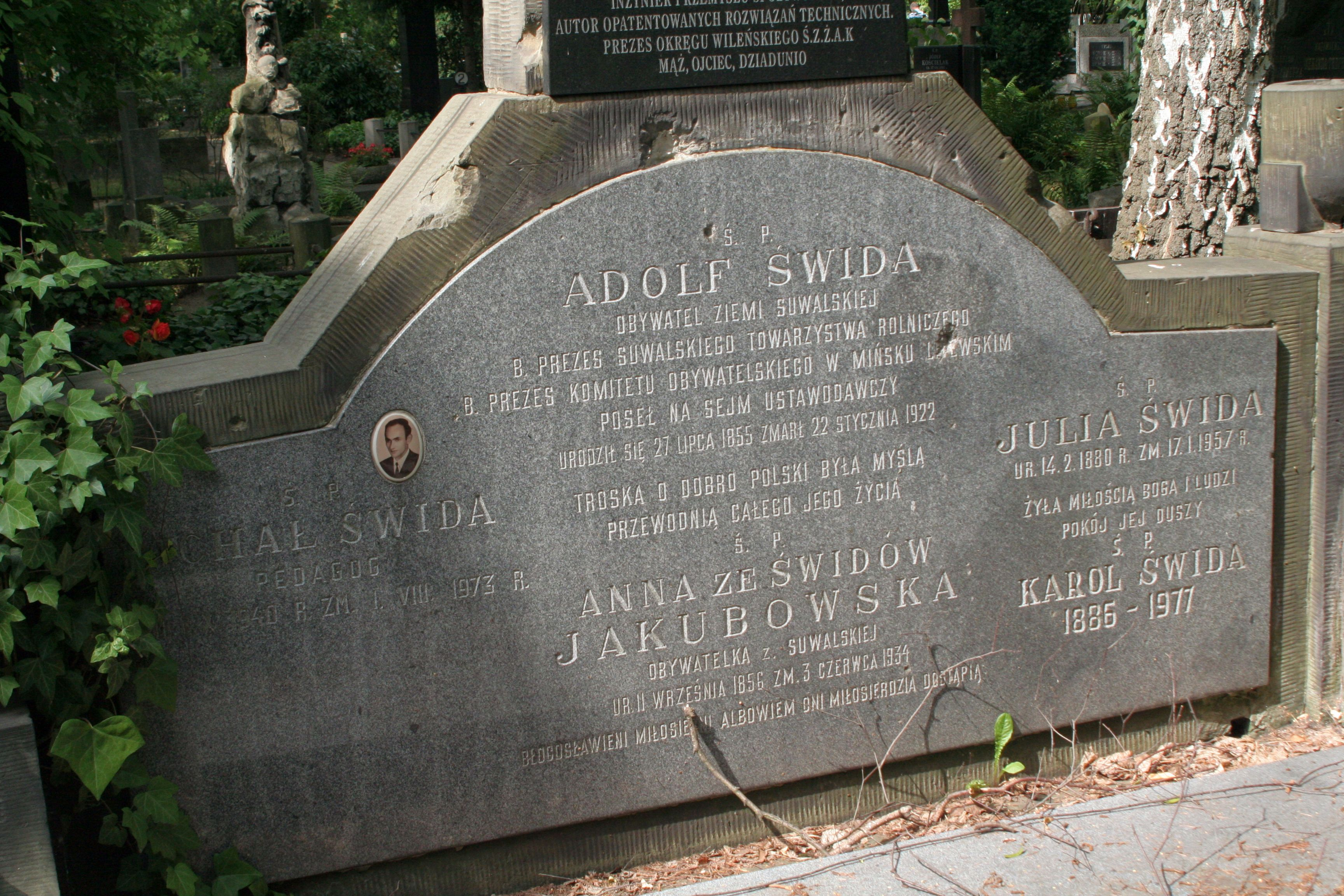
Grób Adolfa Świdy i jego rodziny na cmentarzu ewangelicko-reformowanym w Warszawie

Adolf Świda (ur. 27 lipca 1855 w Maćkowie, zm. 22 stycznia 1922) – polski prawnik, ziemianin, poseł na Sejm Ustawodawczy, autor książek o tematyce rolniczej i ekonomicznej.

## Życiorys
Urodził się w rodzinie ziemiańskiej, pieczętującej się herbem Grabie. Po ukończeniu studiów prawniczych, mieszkał w rodzinnym majątku Maćkowo. W 1915 był pełnomocnikiem Centralnego Komitetu Obywatelskiego Guberni Mińskiej i Wileńskiej. Był członkiem Centralnego Komitetu Obywatelskiego Królestwa Polskiego w Rosji.	W 1918 był prezesem Tymczasowej Rady Obywatelskiej Powiatu Suwalskiego. W 1919 został posłem na Sejm Ustawodawczy z ramienia Związku Ludowo-Narodowego. Reprezentował okręg nr 2 (Suwałki, Sejny, Augustów). Później był członkiem Mieszczańskiego Stronnictwa Narodowo-Postępowego. Był członkiem Klubu Zjednoczenia Mieszczańskiego na Sejmie Ustawodawczym.
Zmarł w trakcie kadencji Sejmu Ustawodawczego.
Pochowany na cmentarzu ewangelicko-reformowanym w Warszawie (kwatera L, rząd 2, miejsce 1).